# ATI
ATI Technologies U.L.C., grundlagt i 1985, er en stor producent af grafikchips og grafikkort, og har været et fuldstændigt datterselskab af AMD siden oktober 2006.